# Tasgaon
Tasgaon è una città dell'India di 33.435 abitanti, situata nel distretto di Sangli, nello stato federato del Maharashtra. In base al numero di abitanti la città rientra nella classe III (da 20.000 a 49.999 persone).

## Geografia fisica
La città è situata a 17° 1' 60 N e 74° 35' 60 E e ha un'altitudine di 559 m s.l.m..

## Società

### Evoluzione demografica
Al censimento del 2001 la popolazione di Tasgaon assommava a 33.435 persone, delle quali 17.381 maschi e 16.054 femmine. I bambini di età inferiore o uguale ai sei anni assommavano a 4.218, dei quali 2.367 maschi e 1.851 femmine. Infine, coloro che erano in grado di saper almeno leggere e scrivere erano 24.729, dei quali 13.849 maschi e 10.880 femmine.